# Medaglia del giubileo d'argento di Elisabetta II
La medaglia del giubileo d'argento di Elisabetta II fu una medaglia commemorativa coniata per celebrare il giubileo d'argento di Elisabetta II del Regno Unito in occasione dei suoi 25 anni di regno.
La medaglia fu assegnata:
- 30.000 nel Regno Unito
- 1507 in Nuova Zelanda
- 6870 in Australia
- 30000 in Canada

## Descrizione
- Il nastro è bianco con al centro una striscia blu con una striscia rossa all'interno e una striscia rossa per parte.